# واسطه‌ها
واسطه‌ها فیلمی به کارگردانی حسن محمدزاده محصول سال ۱۳۵۶ است. فیلمنامه این فیلم بر اساس داستانی از ابوالحسن کریمی توسط مهدی معدنیان و رضا نامور (دیالوگها) نوشته شده است.  واسطه‌ها اولین فیلم بلند حسن محمدزاده است که تولید آن توسط استودیو آر-بی (آربی فیلم) حدود یکسال به طول انجامید.

## خلاصه داستان
حمید، دانشجوی رشتهٔ جامعه‌شناسی، برای نوشتن پایان‌نامهٔ تحصیلی خود، به خانه‌های عمومی می‌رود و با شنیدن سرگذشت محترم تصمیم می‌گیرد، او را از دست نصرت نجات بدهد. محترم معتاد است، و حمید او را در بیمارستان بستری و درمان می‌کند. سپس او را در یک کارخانهٔ ریسندگی استخدام می‌کند. مختار، رئیس کارخانه، به محترم علاقه‌مند می‌شود، و به واسطهٔ سرکارگرش عزت، خانه مجللی در اختیارش می‌گذارد. اما محترم از دست او می‌گریزد و به حمید پناه می‌برد. مختار به خواستگاری محترم می‌رود و با هم ازدواج می‌کنند. نصرت در ازای دریافت طلب‌هایش از محترم سفته‌هایش را به او باز پس می‌دهد. او و زنی به نام عاطفه تصمیم می‌گیرند محترم را به عنوان زنی معروفه با مختار روبرو کنند، محترم، که متوجهٔ نقشهٔ آن دو شده، مختار را از خود می‌راند.

## بازیگران
اسامی بازیگران فیلم واسطه‌ها به شکل* و ترتیب نمایش در عنوان‌بندی آغازین فیلم   :
1. رضا بیک ایمانوردی به نقش مختار
2. فرزانه تأئیدی به نقش محترم
3. بهروز به نژاد به نقش حمید
4. ژاله [علو]
5. [نعمت‌الله] گرجی به نقش عزت
6. شهناز به نقش عاطفه
7. گیتی فروهر
8. [عبدالله] بوتیمار  به نقش نصرت
9. [حمید] نقیب زاده
10. احمد نصر
11. امیر تمجیدی
12. روحی ساوجی به نقش رقصنده (در تیتراژ نیامده)

* اسامی داخل کروشه در عنوان بندی و یا پوستر درج نشده‌اند.

## دیگر عوامل فیلم[۱][۴]
- مدیر تولید: رضا کریمی
- مدیر تدارکات: مصطفی پروانه و علی شاکری
- منشی و متصدی صحنه: حسین دوانی و شهناز
- گریم: اکبر نمینی، ایرج صفدری
- موسیقی متن: فریدون خشنود
- صدابردار صحنه: کورش نیرومند
- میکس و افکت: گالوست [گورگیان]
- تدوین: روح‌الله امامی
- دستیاران تدوین؛ گرگین گریگوریانس و حمید نقیب‌زاده
- مدیر فیلمبرداری: محمد نوربخش
- دستیاران فیلمبردار: مصطفی (سید نظام) کشفی، مسعود شیبانی،  [سید] محمد قاضی
- عکاس: محمد بانکی
- تیتراژ: مجید ماهری
- مدیر دوبلاژ: ایرج ناظریان
- چاپ: ایوب شهبازیان
- لابراتوار: ژرژیک زادوریان
- برش نگاتیف: رضا
- امور فنی: هاملت فیلم
- متصدیان برق: حسین بنایی، عزالدین حسینی، جلال عالی‌فر، سید صادق حسینی شیده